# متغیر قیفاووسی
متغیرهای قیفاووسی مهمترین ستارگان تپنده ای هستند که تغییر پذیری زیاد و واضحی را نشان می دهند.
متغیرهای قیفاووسی که نام خود را از ستاره ی دلتا قیفاووس گرفته اند، رده ای از اجرام آسمانی را در بر می گیرند که در نوار ناپایداری نمودار رنگ_قدر، بالاتر از قدر مطلق حدود 1- هستند.
اکثر ستارگانی که در این بخش نمودار یافت می شوند، متغیرهای قیفاووسی هستند.
از این رو هر ستاره ی به اندازه ی کافی پر جرم، که در بخش نورانی نمودار قدر_رنگ جا می گیرد، سرانجام از نوار ناپایداری گذر خواهد کرد و دست کم در دوره ای کوتاه پس از رشته اصلی، به متغیر قیفاووسی تبدیل خواهد شد.